# Первых, Иван Васильевич
Иван Васи́льевич Первы́х (1 июля 1919, дер. Большая Куликовка, Орловская губерния — 25 февраля 1971, город Орёл) — полный кавалер ордена Славы (июль 1944; октябрь 1944; май 1946), старший сержант, в годы Великой Отечественной войны — связист.

## Биография
Родился 1 июля 1919 года в деревне Большая Куликовка Покровской волости Орловского уезда Орловской губернии (ныне Орловского района Орловской области). Окончил 7 классов школы и школу ФЗУ. Работал слесарем в вагонном депо железнодорожной станции Орёл.
В армии с августа 1939 года. До августа 1942 года служил связистом на Тихоокеанском флоте.
Участник Великой Отечественной войны: в сентябре 1942 — апреле 1943 — старший телефонист отдельной роты связи 92-й стрелковой бригады. Воевал на Сталинградском, Донском и Юго-Западном фронтах. Участвовал в Сталинградской битве. Был ранен.
В апреле 1943 — мае 1945 — начальник центральной радиостанции и командир отделения роты связи 281-го гвардейского стрелкового полка. Воевал на Воронежском, Степном и 2-м Украинском фронтах. Участвовал в Курской битве, Белгородско-Харьковской операции, освобождении Левобережной Украины, Кировоградской, Уманско-Ботошанской, Ясско-Кишинёвской, Дебреценской, Будапештской, Братиславско-Брновской и Пражской операциях. Был ранен во второй раз.
9 июня 1944 года во время боя у высоты 155 (близ села Подул-Илоаей, Румыния) под сильнейшим пулемётно-миномётным огнём и бомбёжкой противника устранил 36 порывов на линии связи. Приказом по 93-й гвардейской стрелковой дивизии № 18/н от 28 июня 1944 года гвардии младший сержант Первых Иван Васильевич награждён орденом Славы 3-й степени.
29 августа 1944 года в боях юго-восточнее города Мизил (Румыния) в числе первых ворвался в расположение противника, сразил нескольких солдат, захватил с бойцами отделения около 5 километров телефонного кабеля и около 50 элементов питания для телефонных аппаратов. Приказом по 27-й армии № 0165 от 13 октября 1944 года гвардии сержант Первых Иван Васильевич награждён орденом Славы 2-й степени.
29 апреля 1945 года вместе с отделением в бою за город Вишков (Чехия) под огнём противника за день устранил до 30 порывов на линии связи, обеспечив командованию полка бесперебойное управление подразделениями. Указом Президиума Верховного Совета СССР от 15 мая 1946 года гвардии старший сержант Первых Иван Васильевич награждён орденом Славы 1-й степени.
Участвовал в Параде Победы 1945 года. В 1945 году старший сержант И. П. Первых демобилизован.
Жил в городе Орёл. Работал осмотрщиком вагонов и газооператором на железнодорожной станции Орёл, затем слесарем на заводе. Умер 25 февраля 1971 года. Похоронен на Афанасьевском кладбище в Орле.

## Награды
- орден Славы 1-й степени (15.05.1946)
- орден Славы 2-й степени (23.10.1944)
- орден Славы 3-й степени (28.06.1944)
- 2 медали «За отвагу» (24.02.1943; 16.05.1944)
- медаль «За трудовое отличие»
- другие медали